# Valtorps kyrka
Valtorps kyrka är en kyrkobyggnad belägen på en kulle intill ån Slafsan i Valtorp i norra delen av Falköpings kommun. Kyrkan tillhör Hornborga församling (före 2006 Valtorps församling) i Skara stift och Svenska kyrkan. 

## Kyrkobyggnad
Kyrkans västra del byggdes troligen på 1100-talet. Den nuvarande planen tillkom i huvudsak 1722, då den östliga delen fördubblades. Den utbyggnaden har en särskild historia. Greve Axel Per Wrangel, dåvarande ägare av Wrangelsholms gård, ska ha kommit för sent till en julotta och funnit kyrkan fullsatt. Han lär då ha uttalat en svordom och fick som straff välja mellan att sitta i stocken eller att bygga ut kyrkan varpå han valde det sistnämnda. I långhuset finns betydande partier av den ursprungliga byggnaden. Dess murverk bestod huvudsakligen av tuktad sandsten med kvaderbearbetade hörn. Salsbyggnaden har valmat tak och rakt avslutat kor. 
Innertaket har ornamentalmålningar i Bérainstil, troligen utförda på 1730-talet. I koret finns en plafondmålning föreställande Jesu förklaring. De ålderdomliga bänkarna ger interiören en karolinsk prägel. 

## Klockstapel och klockor
Klockstapeln lär vara byggd 1738. Den har två klockor av 1200-talstyp, fast sinsemellan olika, vilka saknar inskrifter.

## Inventarier
- Dopfunten är av en odekorerad romansk typ, men tillverkad 1927. På medeltida manér är den placerad vid ingången i kyrkans västra del.
- På dopaltaret står ett triumfkrucifix av unggotisk typ från 1200-talet, en medeltida ljusstake i järn och två träskulpturer föreställande Mose och Aron.
- På södra väggen i koret hänger en altarprydnad i trä från 1675.
- Från 1400-talet finns en kyrkstöt och en mässhake tillverkad i tyska eller nederländska broderiverkstäder på italiensk sammet.[2]
- Predikstolen från omkring sekelskiftet 1700 har bilder av Kristus och tre evangelister.
- I vapenhuset finns en gammal och annorlunda straffstock kvar. Det märkliga med straffstocken är att de straffade stod upp, vanligen satt man genom straffet, samt att stocken har sju hål.[4].

### Orgel
Orgeln på läktaren i väster, med samtida ljudande fasad, byggdes 1992 av Smedmans Orgelbyggeri. Den har sju stämmor fördelade på manual och pedal. Orgeln har följande disposition:
| Manual (sv) C-g3 | Pedal C-d1 | Koppel  |
| ---------------- | ---------- | ------- |
| Rörflöjt 8'      | Subbas 16' | Man/Ped |
| Principal 4'     |            |         |
| Täckflöjt 4'     |            |         |
| Spetsflöjt 2'    |            |         |
| Kvinta 1 1/3'    |            |         |
| Oktava 1'        |            |         |

## Bilder

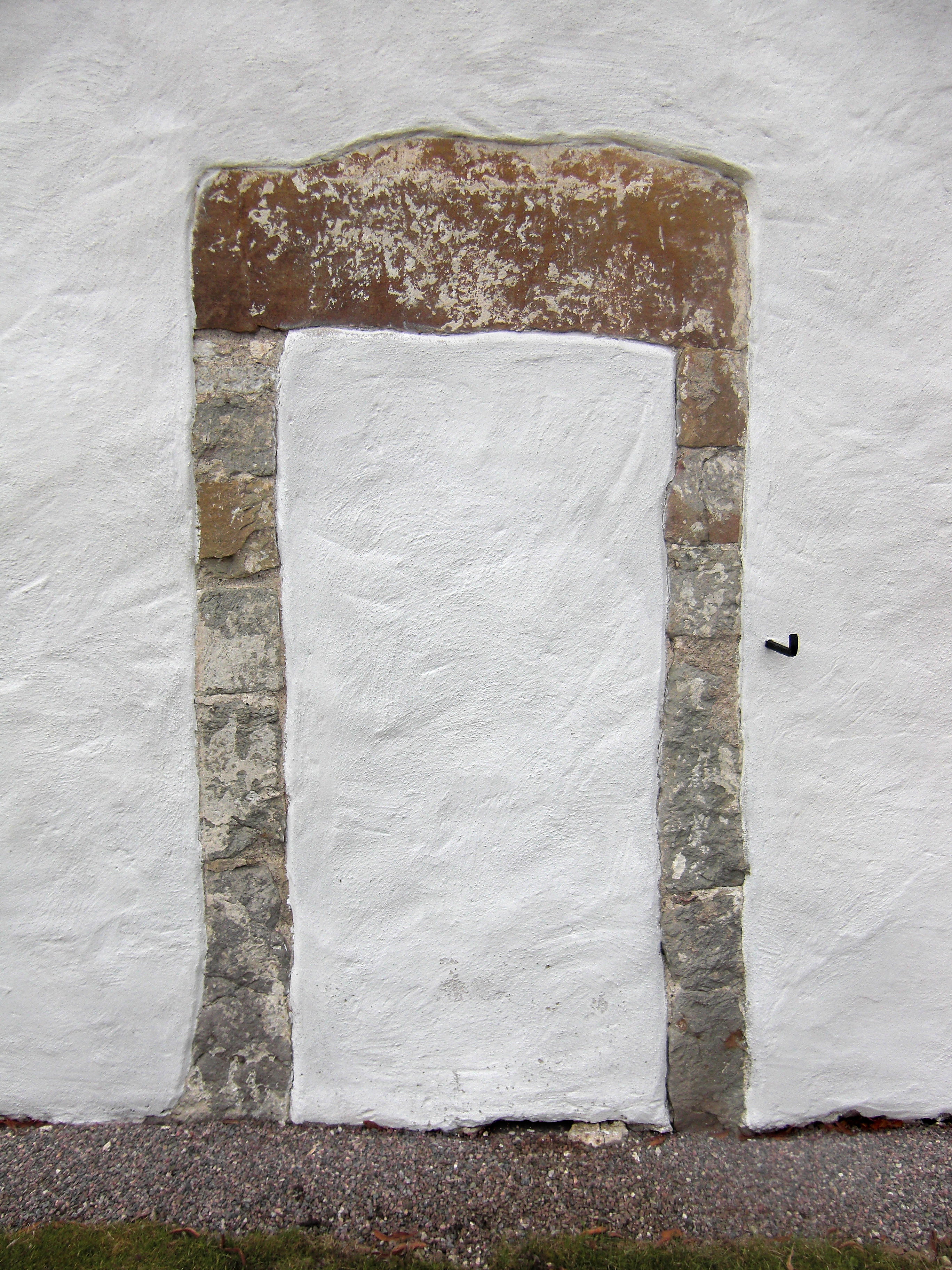
Igensatt nordportal.
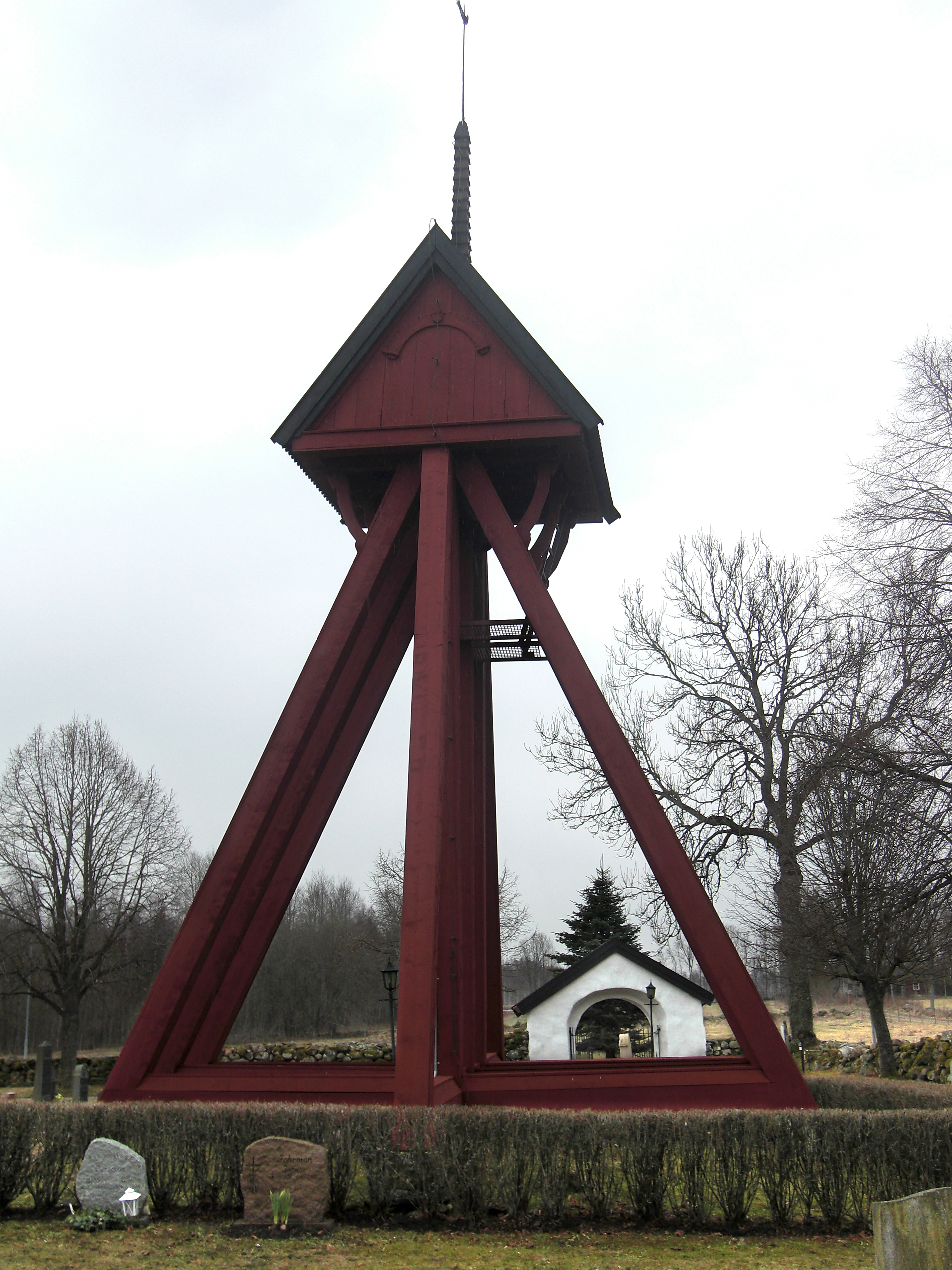
Klockstapel och stiglucka.
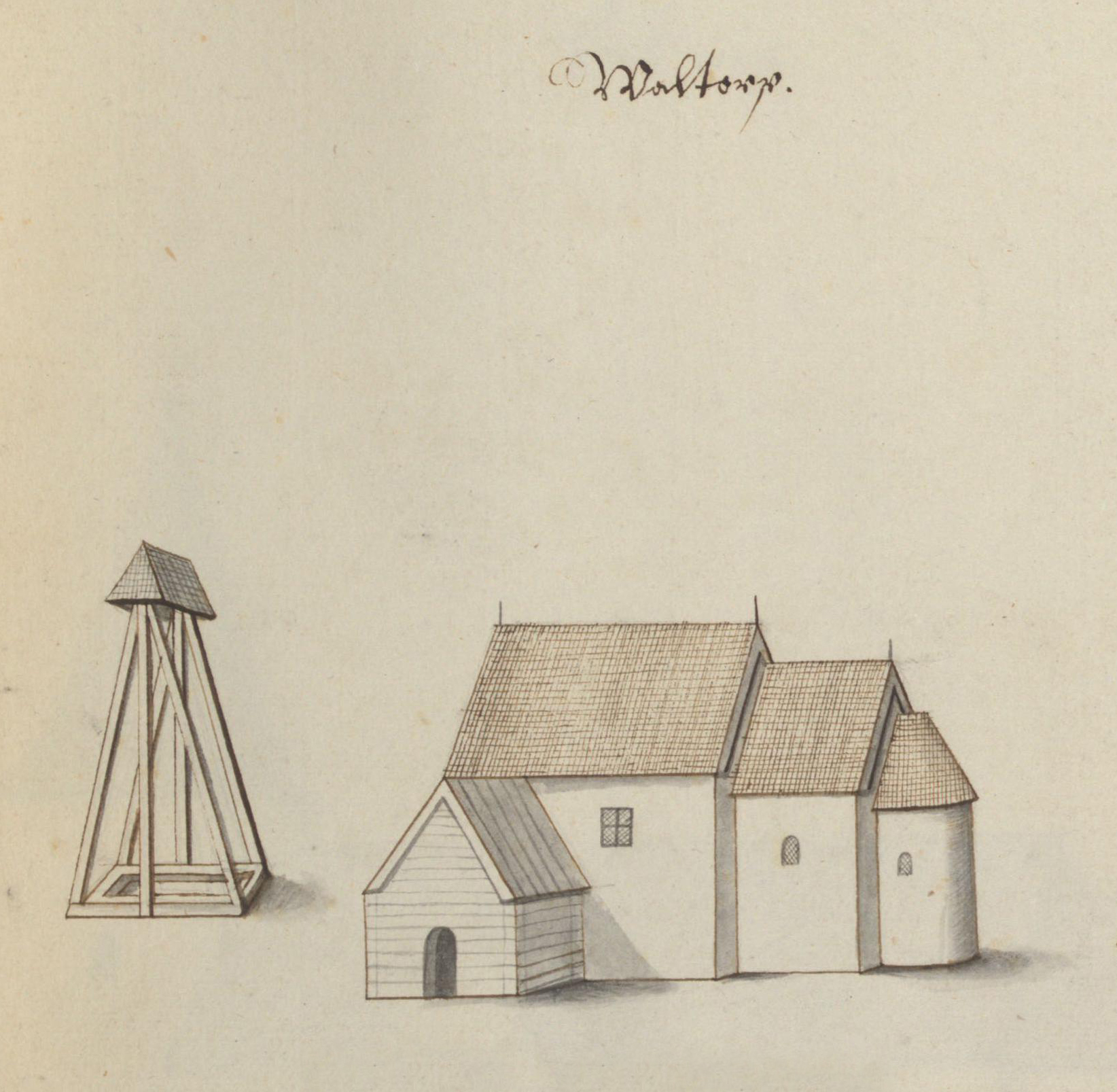
Kyrkan på teckning omkring 1670.
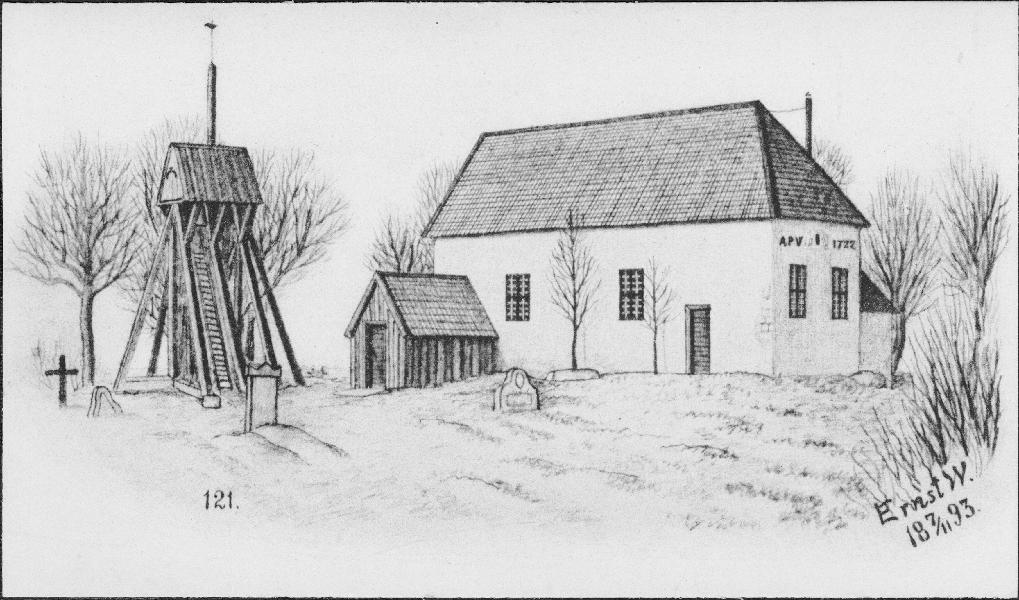
Kyrkan på teckning från 1893.